# USA i olympiska sommarspelen 2020
USA deltog i olympiska sommarspelen 2020 i Tokyo. Spelen var ursprungligen planerade att äga rum från den 24 juli till den 9 augusti 2020, men sköts upp till den 23 juli till den 8 augusti 2021 på grund av covid-19-pandemin. Det var 28:e sommar-OS som landet deltog i. Amerikanska idrottare har deltagit i alla olympiska sommarspelen i modern tid, förutom 1980 års upplaga i Moskva, då Amerika ledde en bojkott för sextiosex nationer i protest mot den sovjetiska invasionen av Afghanistan.
Landets idrottare deltog i 35 sporter och totalt tog 113 medaljer, vilket var det högsta antalet bland alla nationer. Med en dag kvar av de olympiska spelen i Tokyo var det Kina som ledde medaljligan med 38 guld men USA lyckades ta tre guld under sista dagen (i damernas basket, damernas omnium och damernas volleyboll) och därmed ta första platsen med sina 39 guldmedaljer. Sammanfattningsvis var USA:s medaljskörd något lägre än för fem år tidigare i Rio de Janeiro, där landet vann 46 guld och totalt tog 121 medaljer.
Eftersom Los Angeles kommer att vara värdstad för de olympiska sommarspelen 2028, marscherade USA, tillsammans med Frankrike som är värd för de olympiska sommarspelen 2024 i Paris, under invigningsceremonin precis före värdnationen Japan.

## Tävlande
Lista på antalet tävlande i olika sporter:
| Sport          | Herrar | Damer | Totalt |
| -------------- | ------ | ----- | ------ |
| Badminton      | 3      | 1     | 4      |
| Baseboll       | 24     | —     | 24     |
| Basket         | 12     | 16    | 28     |
| Bordtennis     | 3      | 3     | 6      |
| Brottning      | 9      | 6     | 15     |
| Boxning        | 5      | 5     | 10     |
| Bågskytte      | 3      | 3     | 6      |
| Cykling        | 9      | 18    | 27     |
| Friidrott      | 63     | 65    | 128    |
| Fäktning       | 9      | 9     | 18     |
| Fotboll        | 0      | 18    | 18     |
| Golf           | 4      | 4     | 8      |
| Gymnastik      | 6      | 14    | 20     |
| Judo           | 1      | 3     | 4      |
| Karate         | 3      | 1     | 4      |
| Kanotsport     | 2      | 2     | 4      |
| Konstsim       | —      | 2     | 2      |
| Modern femkamp | 1      | 1     | 2      |
| Ridsport       | 5      | 4     | 9      |
| Rodd           | 13     | 24    | 37     |
| Segling        | 6      | 7     | 13     |
| Simhopp        | 5      | 6     | 11     |
| Simning        | 25     | 28    | 53     |
| Sjumannarugby  | 12     | 12    | 24     |
| Skateboard     | 6      | 6     | 12     |
| Skytte         | 11     | 9     | 20     |
| Softboll       | —      | 15    | 15     |
| Sportklättring | 2      | 2     | 4      |
| Surfing        | 2      | 2     | 4      |
| Taekwondo      | 0      | 2     | 2      |
| Tennis         | 6      | 6     | 12     |
| Triathlon      | 2      | 3     | 5      |
| Tyngdlyfting   | 4      | 4     | 8      |
| Vattenpolo     | 13     | 13    | 26     |
| Volleyboll     | 16     | 16    | 32     |
| Total          | 285    | 330   | 615    |

## Medaljörer
| Medalj    | Idrottare | Sport          | Gren                                | Datum          |
| --------- | --- | -------------- | ----------------------------------- | -------------- |
| Guld      | Lee Kiefer | Fäktning       | Damernas florett                    | 25 juli 2021   |
| Guld      | William Shaner | Skytte         | Herrarnas 10 m luftgevär            | 25 juli 2021   |
| Guld      | Chase Kalisz | Simning        | Herrarnas 400 m medley              | 25 juli 2021   |
| Guld      | Anastasija Zolotic | Taekwondo      | Damernas −57 kg                     | 25 juli 2021   |
| Guld      | Zach Apple Bowe Becker Brooks Curry[a] Caeleb Dressel Blake Pieroni | Simning        | Herrarnas 4 × 100 m frisim          | 26 juli 2021   |
| Guld      | Vincent Hancock | Skytte         | Herrarnas skeet                     | 26 juli 2021   |
| Guld      | Amber English | Skytte         | Damernas skeet                      | 26 juli 2021   |
| Guld      | Carissa Moore | Surfing        | Damernas surfing                    | 27 juli 2021   |
| Guld      | Lydia Jacoby | Simning        | Damernas 100 m bröstsim             | 27 juli 2021   |
| Guld      | USA:s damlandslag i 3x3 basket:- Stefanie Dolson - Allisha Gray - Kelsey Plum - Jackie Young | Basket         | Damernas 3x3 turnering              | 28 juli 2021   |
| Guld      | Katie Ledecky | Simning        | Damernas 1 500 m frisim             | 28 juli 2021   |
| Guld      | Sunisa Lee | Gymnastik      | Damernas individuella mångkamp      | 29 juli 2021   |
| Guld      | Caeleb Dressel | Simning        | Herrarnas 100 m frisim              | 29 juli 2021   |
| Guld      | Robert Finke | Simning        | Herrarnas 800 m frisim              | 29 juli 2021   |
| Guld      | Caeleb Dressel | Simning        | Herrarnas 100 m fjärilsim           | 31 juli 2021   |
| Guld      | Katie Ledecky | Simning        | Damernas 800 m frisim               | 31 juli 2021   |
| Guld      | Xander Schauffele | Golf           | Herrarnas turnering                 | 1 augusti 2021 |
| Guld      | Caeleb Dressel | Simning        | Herrarnas 50 m frisim               | 1 augusti 2021 |
| Guld      | Robert Finke | Simning        | Herrarnas 1 500 m frisim            | 1 augusti 2021 |
| Guld      | Michael Andrew Zach Apple Hunter Armstrong[a] Caeleb Dressel Ryan Murphy Blake Pieroni[a] Tom Shields[a] Andrew Wilson[a] | Simning        | Herrarnas 4 × 100 m medley          | 1 augusti 2021 |
| Guld      | Valarie Allman | Friidrott      | Damernas diskuskastning             | 2 augusti 2021 |
| Guld      | Jade Carey | Gymnastik      | Damernas fristående                 | 2 augusti 2021 |
| Guld      | Athing Mu | Friidrott      | Damernas 800 m                      | 3 augusti 2021 |
| Guld      | Tamyra Mensah Stock | Brottning      | Damernas 68 kg fristil              | 3 augusti 2021 |
| Guld      | Sydney McLaughlin | Friidrott      | Damernas 400 m häck                 | 4 augusti 2021 |
| Guld      | Ryan Crouser | Friidrott      | Herrarnas kulstötning               | 5 augusti 2021 |
| Guld      | Katie Nageotte | Friidrott      | Damernas stavhopp                   | 5 augusti 2021 |
| Guld      | Nevin Harrison | Kanotsport     | Damernas C-1 200 m                  | 5 augusti 2021 |
| Guld      | David Taylor | Brottning      | Herrarnas 86 kg fristil             | 5 augusti 2021 |
| Guld      | April Ross Alix Klineman | Volleyboll     | Dameras turnering i beachvolleyball | 6 augusti 2021 |
| Guld      | Gable Steveson | Brottning      | Herrarnas 125 kg fristil            | 6 augusti 2021 |
| Guld      | Rai Benjamin Michael Cherry Bryce Deadmon Michael Norman Vernon Norwood[a] Randolph Ross[a] Trevor Stewart[a] | Friidrott      | Herrarnas 4 × 400 m stafett         | 7 augusti 2021 |
| Guld      | Kendall Ellis[a] Allyson Felix Lynna Irby[a] Wadeline Jonathas[a] Sydney McLaughlin Athing Mu Dalilah Muhammad Kaylin Whitney[a] | Friidrott      | Damernas 4 × 400 m stafett          | 7 augusti 2021 |
| Guld      | USA:s herrlandslag i basket:- Bam Adebayo - Devin Booker - Kevin Durant - Jerami Grant - Draymond Green - Jrue Holiday - Keldon Johnson - Zach LaVine - Damian Lillard - JaVale McGee - Khris Middleton - Jayson Tatum | Basket         | Herrarnas turnering i basket        | 7 augusti 2021 |
| Guld      | Nelly Korda | Golf           | Damernas turnering i golf           | 7 augusti 2021 |
| Guld      | USA:s damlandslag i vattenpolo:- Ashleigh Johnson (MV) - Maddie Musselman - Melissa Seidemann - Rachel Fattal - Paige Hauschild - Maggie Steffens (K) - Stephania Haralabidis - Jamie Neushul - Aria Fischer - Kaleigh Gilchrist - Makenzie Fischer - Alys Williams - Amanda Longan (MV) | Vattenpolo     | Damernas turnering i vattenpolo     | 7 augusti 2021 |
| Guld      | USA:s damlandslag i basket:- Ariel Atkins - Sue Bird - Tina Charles - Napheesa Collier - Skylar Diggins-Smith - Sylvia Fowles - Chelsea Gray - Brittney Griner - Jewell Loyd - Breanna Stewart - Diana Taurasi - A'ja Wilson | Basket         | Damernas turnering i basket         | 8 augusti 2021 |
| Guld      | Jennifer Valente | Cykling        | Damernas omnium                     | 8 augusti 2021 |
| Guld      | USA:s damlandslag i volleyboll:- Micha Hancock - Jordyn Poulter - Justine Wong-Orantes (L) - Jordan Larson (K) - Annie Drews - Jordan Thompson - Michelle Bartsch-Hackley - Kimberly Hill - Foluke Akinradewo - Haleigh Washington - Kelsey Robinson - Chiaka Ogbogu | Volleyboll     | Damernas turnering i volleyboll     | 8 augusti 2021 |
| Silver    | Jay Litherland | Simning        | Herrarnas 400 m medley              | 25 juli 2021   |
| Silver    | Emma Weyant | Simning        | Damernas 400 m medley               | 25 juli 2021   |
| Silver    | Katie Ledecky | Simning        | Herrarnas 400 m fristil             | 26 juli 2021   |
| Silver    | Jessica Parratto Delaney Schnell | Simhopp        | Damernas parhoppning i höga hopp    | 27 juli 2021   |
| Silver    | Adrienne Lyle Steffen Peters Sabine Schut-Kery | Ridsport       | Lagtävling i dressyr                | 27 juli 2021   |
| Silver    | Simone Biles Jordan Chiles Sunisa Lee Grace McCallum | Gymnastik      | Damernas lagmångkamp                | 27 juli 2021   |
| Silver    | Lucas Kozeniesky Mary Tucker | Skytte         | Mixedlag i 10 m luftgevär           | 27 juli 2021   |
| Silver    | USA:s damlandslag i softboll:- Monica Abbott - Ali Aguilar - Valerie Arioto - Ally Carda - Amanda Chidester - Rachel Garcia - Haylie McCleney - Aubree Munro - Michelle Moultrie - Dejah Mulipolah - Bubba Nickles - Cat Osterman - Delaney Spaulding - Kelsey Stewart - Janie Reed | Softboll       | Turnering i softboll                | 27 juli 2021   |
| Silver    | Andrew Capobianco Michael Hixon | Simhopp        | Herrarnas parhoppning i svikthopp   | 28 juli 2021   |
| Silver    | Erica Sullivan | Simning        | Damernas 1 500 m frisim             | 28 juli 2021   |
| Silver    | Alex Walsh | Simning        | Damernas 200 m medley               | 28 juli 2021   |
| Silver    | Kayle Browning | Skytte         | Damernas trap                       | 29 juli 2021   |
| Silver    | Regan Smith | Simning        | Damernas 200 m fjärilsim            | 29 juli 2021   |
| Silver    | Brooke Forde[a] Paige Madden Katie McLaughlin Katie Ledecky Allison Schmitt Bella Sims[a] | Simning        | Damernas 4 × 200 m frisim           | 29 juli 2021   |
| Silver    | Ryan Murphy | Simning        | Herrarnas 200 m ryggsim             | 30 juli 2021   |
| Silver    | Lilly King | Simning        | Damernas 200 m bröstsim             | 30 juli 2021   |
| Silver    | Taylor Knibb Kevin McDowell Morgan Pearson Katie Zaferes | Triathlon      | Mixstafett                          | 31 juli 2021   |
| Silver    | Fred Kerley | Friidrott      | Herrarnas 100 m                     | 1 augusti 2021 |
| Silver    | Raven Saunders | Friidrott      | Damernas kulstötning                | 1 augusti 2021 |
| Silver    | Hannah Roberts | Cykling        | Damernas BMX                        | 1 augusti 2021 |
| Silver    | MyKayla Skinner | Gymnastik      | Damernas hopp                       | 1 augusti 2021 |
| Silver    | Erika Brown[a] Claire Curzan[a] Torri Huske Lydia Jacoby Lilly King[a] Regan Smith Abbey Weitzeil Rhyan White[a] | Simning        | Damernas 4 × 100 m medley           | 1 augusti 2021 |
| Silver    | Katherine Nye | Tyngdlyftning  | Damernas −76 kg                     | 1 augusti 2021 |
| Silver    | Kendra Harrison | Friidrott      | Damernas 100 m häck                 | 1 augusti 2021 |
| Silver    | Adeline Gray | Brottning      | Damernas 76 kg fristil              | 2 augusti 2021 |
| Silver    | Rai Benjamin | Friidrott      | Herrarnas 400 m häck                | 3 augusti 2021 |
| Silver    | Chris Nilsen | Friidrott      | Herrarnas stavhopp                  | 3 augusti 2021 |
| Silver    | Brittney Reese | Friidrott      | Damernas längdhopp                  | 3 augusti 2021 |
| Silver    | Kenny Bednarek | Friidrott      | Herrarnas 200 m                     | 4 augusti 2021 |
| Silver    | Dalilah Muhammad | Friidrott      | Damernas 400 m häck                 | 4 augusti 2021 |
| Silver    | Courtney Frerichs | Friidrott      | Damernas 3 000 m hinder             | 4 augusti 2021 |
| Silver    | Grant Holloway | Friidrott      | Herrarnas 110 m häck                | 5 augusti 2021 |
| Silver    | Joe Kovacs | Friidrott      | Herrarnas kulstötning               | 5 augusti 2021 |
| Silver    | Duke Ragan | Boxning        | Herrarnas fjädervikt                | 5 augusti 2021 |
| Silver    | Nathaniel Coleman | Sportklättring | Herrarnas sportklättring            | 5 augusti 2021 |
| Silver    | Teahna Daniels English Gardner[a] Aleia Hobbs[a] Javianne Oliver Jenna Prandini Gabrielle Thomas | Friidrott      | Damernas 4 × 100 m stafett          | 6 augusti 2021 |
| Silver    | USA:s herrlandslag i baseboll:- Nick Allen - Eddy Alvarez - Tyler Austin - Shane Baz - Triston Casas - Anthony Carter - Brandon Dickson - Tim Federowicz - Eric Filia - Todd Frazier - Anthony Gose - Edwin Jackson - Scott Kazmir - Patrick Kivlehan - Mark Kolozsvary - Jack López - Nick Martinez - Scott McGough - David Robertson - Joe Ryan - Ryder Ryan - Simeon Woods Richardson - Bubba Starling - Jamie Westbrook | Baseboll       | Herrarnas turnering i baseboll      | 7 augusti 2021 |
| Silver    | Laura Kraut Jessica Springsteen McLain Ward | Ridsport       | Lagtävling i hoppning               | 7 augusti 2021 |
| Silver    | Kyle Snyder | Brottning      | Herrarnas 97 kg fristil             | 7 augusti 2021 |
| Silver    | Keyshawn Davis | Boxning        | Herrarnas lättvikt                  | 8 augusti 2021 |
| Silver    | Richard Torrez | Boxning        | Herrarnas supertungvikt             | 8 augusti 2021 |
| Brons     | Jagger Eaton | Skateboard     | Herrarnas street                    | 25 juli 2021   |
| Brons     | Kieran Smith | Simning        | Herrarnas 400 m fristil             | 25 juli 2021   |
| Brons     | Hali Flickinger | Simning        | Damernas 400 m medley               | 25 juli 2021   |
| Brons     | Erika Brown Catie DeLoof[a] Natalie Hinds Simone Manuel Allison Schmitt[a] Olivia Smoliga[a] Abbey Weitzeil | Simning        | Damernas 4 × 100 m frisim           | 25 juli 2021   |
| Brons     | Ryan Murphy | Simning        | Herrarnas 100 m ryggsim             | 27 juli 2021   |
| Brons     | Regan Smith | Simning        | Damernas 100 m ryggsim              | 27 juli 2021   |
| Brons     | Lilly King | Simning        | Damernas 100 m bröstsim             | 27 juli 2021   |
| Brons     | Katie Zaferes | Triathlon      | Damernas lopp                       | 27 juli 2021   |
| Brons     | Kate Douglass | Simning        | Damernas 200 m medley               | 28 juli 2021   |
| Brons     | Hali Flickinger | Simning        | Damernas 200 m fjärilsim            | 29 juli 2021   |
| Brons     | Annie Lazor | Simning        | Damernas 200 m bröstsim             | 30 juli 2021   |
| Brons     | Bryce Deadmon[a] Kendall Ellis Elija Godwin[a] Lynna Irby[a] Taylor Manson[a] Vernon Norwood Trevor Stewart Kaylin Whitney | Friidrott      | 4 × 400 m mixstafett                | 31 juli 2021   |
| Brons     | Brian Burrows Madelynn Bernau | Skytte         | Mixedlag i trap                     | 31 juli 2021   |
| Brons     | Krysta Palmer | Simhopp        | Damernas svikthopp                  | 1 augusti 2021 |
| Brons     | Race Imboden Nick Itkin Alexander Massialas Gerek Meinhardt | Fäktning       | Herrarnas lagtävling i florett      | 1 augusti 2021 |
| Brons     | Sunisa Lee | Gymnastik      | Damernas barr                       | 1 augusti 2021 |
| Brons     | Sarah Robles | Tyngdlyftning  | Damernas +87 kg                     | 2 augusti 2021 |
| Brons     | Gabrielle Thomas | Friidrott      | Damernas 200 m                      | 3 augusti 2021 |
| Brons     | Raevyn Rogers | Friidrott      | Damernas 800 m                      | 3 augusti 2021 |
| Brons     | Chloé Dygert Megan Jastrab Emma White Lily Williams[a] | Cykling        | Damernas lagförföljelse             | 3 augusti 2021 |
| Brons     | Simone Biles | Gymnastik      | Damernas bom                        | 3 augusti 2021 |
| Brons     | Noah Lyles | Friidrott      | Herrarnas 200 m                     | 4 augusti 2021 |
| Brons     | Oshae Jones | Boxning        | Damernas weltervikt                 | 4 augusti 2021 |
| Brons     | USA:s damlandslag i fotboll:- Jane Campbell - Abby Dahlkemper - Tierna Davidson - Crystal Dunn - Julie Ertz - Adrianna Franch - Tobin Heath - Lindsey Horan - Casey Krueger - Rose Lavelle - Carli Lloyd - Catarina Macario - Kristie Mewis - Sam Mewis - Alex Morgan - Alyssa Naeher - Kelley O'Hara - Christen Press - Megan Rapinoe - Becky Sauerbrunn (K) - Emily Sonnett - Lynn Williams                               | Fotboll        | Damernas turnering                  | 5 augusti 2021 |
| Brons     | Cory Juneau | Skateboard     | Herrarnas park                      | 5 augusti 2021 |
| Brons     | Thomas Gilman | Brottning      | Herrarnas 57 kg fristil             | 5 augusti 2021 |
| Brons     | Helen Maroulis | Brottning      | Damernas 57 kg fristil              | 5 augusti 2021 |
| Brons     | Paul Chelimo | Friidrott      | Herrarnas 5 000 m                   | 6 augusti 2021 |
| Brons     | Allyson Felix | Friidrott      | Damernas 400 m                      | 6 augusti 2021 |
| Brons     | Ariel Torres | Karate         | Herrarnas kata                      | 6 augusti 2021 |
| Brons     | Kyle Dake | Brottning      | Herrarnas 74 kg fristil             | 6 augusti 2021 |
| Brons     | Molly Seidel | Friidrott      | Damernas maraton                    | 7 augusti 2021 |
| Brons     | Sarah Hildebrandt | Brottning      | Damernas 50 kg fristil              | 7 augusti 2021 |
| Referens: | |                |                                     |                |

a Idrottare som endast deltog i första omgången och erhöll medalj.
| Sport          | 1  | 2  | 3  | Totalt |
| Simning        | 11 | 10 | 9  | 30     |
| Friidrott      | 7  | 12 | 7  | 26     |
| Brottning      | 3  | 2  | 4  | 9      |
| Skytte         | 3  | 2  | 1  | 6      |
| Basket         | 3  | 0  | 0  | 3      |
| Gymnastik      | 2  | 2  | 2  | 6      |
| Golf           | 2  | 0  | 0  | 2      |
| Volleyboll     | 2  | 0  | 0  | 2      |
| Cykling        | 1  | 1  | 1  | 3      |
| Fäktning       | 1  | 0  | 1  | 2      |
| Kanotsport     | 1  | 0  | 0  | 1      |
| Surfing        | 1  | 0  | 0  | 1      |
| Taekwondo      | 1  | 0  | 0  | 1      |
| Vattenpolo     | 1  | 0  | 0  | 1      |
| Boxning        | 0  | 3  | 1  | 4      |
| Simhopp        | 0  | 2  | 1  | 3      |
| Ridsport       | 0  | 2  | 0  | 2      |
| Triathlon      | 0  | 1  | 1  | 2      |
| Tyngdlyftning  | 0  | 1  | 1  | 2      |
| Baseboll       | 0  | 1  | 0  | 1      |
| Softboll       | 0  | 1  | 0  | 1      |
| Sportklättring | 0  | 1  | 0  | 1      |
| Skateboard     | 0  | 0  | 2  | 2      |
| Fotboll        | 0  | 0  | 1  | 1      |
| Karate         | 0  | 0  | 1  | 1      |
| Total          | 39 | 41 | 33 | 113    |

| Namn              | Sport     | 1 | 2 | 3 | Totalt |
| Caeleb Dressel    | Simning   | 5 | 0 | 0 | 5      |
| Katie Ledecky     | Simning   | 2 | 2 | 0 | 4      |
| Sunisa Lee        | Gymnastik | 1 | 1 | 1 | 3      |
| Ryan Murphy       | Simning   | 1 | 1 | 1 | 3      |
| Lilly King        | Simning   | 0 | 2 | 1 | 3      |
| Regan Smith       | Simning   | 0 | 2 | 1 | 3      |
| Zach Apple        | Simning   | 2 | 0 | 0 | 2      |
| Bobby Finke       | Simning   | 2 | 0 | 0 | 2      |
| Sydney McLaughlin | Friidrott | 2 | 0 | 0 | 2      |
| Athing Mu         | Friidrott | 2 | 0 | 0 | 2      |
| Blake Pieroni     | Simning   | 2 | 0 | 0 | 2      |
| Rai Benjamin      | Friidrott | 1 | 1 | 0 | 2      |
| Lydia Jacoby      | Simning   | 1 | 1 | 0 | 2      |
| Dalilah Muhammad  | Friidrott | 1 | 1 | 0 | 2      |
| Bryce Deadmon     | Friidrott | 1 | 0 | 1 | 2      |
| Kendall Ellis     | Friidrott | 1 | 0 | 1 | 2      |
| Allyson Felix     | Friidrott | 1 | 0 | 1 | 2      |
| Lynna Irby        | Friidrott | 1 | 0 | 1 | 2      |
| Vernon Norwood    | Friidrott | 1 | 0 | 1 | 2      |
| Trevor Stewart    | Friidrott | 1 | 0 | 1 | 2      |
| Jennifer Valente  | Cykling   | 1 | 0 | 1 | 2      |
| Kaylin Whitney    | Friidrott | 1 | 0 | 1 | 2      |
| Simone Biles      | Gymnastik | 0 | 1 | 1 | 2      |
| Erika Brown       | Simning   | 0 | 1 | 1 | 2      |
| Allison Schmitt   | Simning   | 0 | 1 | 1 | 2      |
| Gabrielle Thomas  | Friidrott | 0 | 1 | 1 | 2      |
| Abbey Weitzeil    | Simning   | 0 | 1 | 1 | 2      |
| Katie Zaferes     | Triathlon | 0 | 1 | 1 | 2      |
| Hali Flickinger   | Simning   | 0 | 0 | 2 | 2      |

## Friidrott
Den amerikanska friidrottstruppen tog sig till OS genom att uppnå kvalificeringsstandarder eller i kraft av världsrankingar (med maximum av 3 idrottare i varje gren). Idrottarna valdes baserat på resultaten i de amerikanska olympiska uttagningarna 2016 (1 till 10 juli).
Landet hade 128 idrottare (65 damer och 63 herrar) i friidrott och kom på 1:a plats genom att vinna 7 guld.
| Nation | Placering | Guld | Silver | Brons | Totalt |
| USA    | 1         | 7    | 12     | 7     | 26     |

Anmärkningar

- Plac. = Placering i den rundan.
- Vidare = Idrottaren behövde inte delta i den omgången.
- — = Den omgången fanns inte i den grenen.
- Q = Vidare till nästa runda via placering i löpgrenar eller genom att uppnå kvalificeringsgränsen i teknikgrenar.
- q = Vidare till nästa runda via tid i löpgrenar eller via placering utan att uppnå kvalificeringsgränsen i teknikgrenar.
- qR = Vidare till nästa runda via dom från domarna.
- VR = Världsrekord.
- OR = Olympiskt rekord.
- AR = Världsdelsrekord (eng: Area Record).
- NR = Nationellt rekord.
- PB = Personligt rekord.
- NM = Satte inget resultat (eng: No Mark).
- DNS = Startade inte i tävlingen.
- DNF = Slutförde inte tävlingen.
- DSQ = Diskvalificerades.

Gång- och löpgrenar
| Idrottare | Gren              | Kvalheat | Kvalheat | Kvartsfinal | Kvartsfinal | Semifinal | Semifinal | Final            | Final            |
| Idrottare | Gren              | Tid      | Plac.    | Tid         | Plac.       | Tid       | Plac.     | Tid              | Plac.            |
| --- | ----------------- | -------- | -------- | ----------- | ----------- | --------- | --------- | ---------------- | ---------------- |
| Teahna Daniels | 100 m             | Vidare   | Vidare   | 11,04       | 1 Q         | 10,98     | 3 q       | 11,02            | 7                |
| Javianne Oliver | 100 m             | Vidare   | Vidare   | 11,15       | 2 Q         | 11,08     | 5         | Gick inte vidare | Gick inte vidare |
| Jenna Prandini | 100 m             | Vidare   | Vidare   | 11,11       | 3 Q         | 11,11     | 4         | Gick inte vidare | Gick inte vidare |
| Anavia Battle | 200 m             | 22,54    | 2 Q      | —           | —           | 23,02     | 6         | Gick inte vidare | Gick inte vidare |
| Jenna Prandini | 200 m             | 22,56    | 1 Q      | —           | —           | 22,57     | 5         | Gick inte vidare | Gick inte vidare |
| Gabrielle Thomas | 200 m             | 22,20    | 2 Q      | —           | —           | 22,01     | 3 q       | 21,87            | 3                |
| Allyson Felix | 400 m             | —        | —        | 50,84       | 1 Q         | 49,89     | 2 Q       | 49,46            | 3                |
| Quanera Hayes | 400 m             | —        | —        | 51,07       | 2 Q         | 49,81     | 3 q       | 50,88            | 7                |
| Wadeline Jonathas | 400 m             | —        | —        | 50,93       | 2 Q         | 50,51     | 4         | Gick inte vidare | Gick inte vidare |
| Athing Mu | 800 m             | 2:01,10  | 1 Q      | —           | —           | 1:58,07   | 1 Q       | 1:55,21 NR       | 1                |
| Raevyn Rogers | 800 m             | 2:01,42  | 1 Q      | —           | —           | 1:59,28   | 3 q       | 1:56,81          | 3                |
| Ajeé Wilson | 800 m             | 2:00,02  | 2 Q      | —           | —           | 2:00,79   | 4         | Gick inte vidare | Gick inte vidare |
| Heather MacLean | 1 500 m           | 4:02,40  | 5 Q      | —           | —           | 4:05,33   | 12        | Gick inte vidare | Gick inte vidare |
| Cory McGee | 1 500 m           | 4:05,15  | 8 q      | —           | —           | 4:10,39   | 11 qR     | 4:05,50          | 12               |
| Elle Purrier St. Pierre | 1 500 m           | 4:05,34  | 3 Q      | —           | —           | 4:01,00   | 6 q       | 4:01,75          | 10               |
| Elise Cranny | 5 000 m           | 14:56,14 | 4 Q      | —           | —           | —         | —         | 14:55,98         | 13               |
| Rachel Schneider | 5 000 m           | 15:00,07 | 7        | —           | —           | —         | —         | Gick inte vidare | Gick inte vidare |
| Karissa Schweizer | 5 000 m           | 14:51,34 | 7 q      | —           | —           | —         | —         | 14:55,80         | 11               |
| Alicia Monson | 10 000 m          | —        | —        | —           | —           | —         | —         | 31:21,36         | 13               |
| Karissa Schweizer | 10 000 m          | —        | —        | —           | —           | —         | —         | 31:19,96         | 12               |
| Emily Sisson | 10 000 m          | —        | —        | —           | —           | —         | —         | 31:09,58         | 10               |
| Christina Clemons | 100 m häck        | 12.91    | 2 Q      | —           | —           | 12,76     | 4         | Gick inte vidare | Gick inte vidare |
| Gabbi Cunningham | 100 m häck        | 12,83    | 3 Q      | —           | —           | 12,67     | 4 q       | 13,01            | 7                |
| Kendra Harrison | 100 m häck        | 12,74    | 1 Q      | —           | —           | 12,51     | 2 Q       | 12,52            | 2                |
| Anna Cockrell | 400 m häck        | 55,37    | 3 Q      | —           | —           | 54,17     | 2 Q       | 54,19            | 7                |
| Sydney McLaughlin | 400 m häck        | 54,65    | 1 Q      | —           | —           | 53,03     | 1 Q       | 51,46 VR         | 1                |
| Dalilah Muhammad | 400 m häck        | 53,97    | 1 Q      | —           | —           | 53,30     | 1 Q       | 51,58            | 2                |
| Emma Coburn | 3 000 m hinder    | 9:16,91  | 3 Q      | —           | —           | —         | —         | DSQ              | DSQ              |
| Valerie Constien | 3 000 m hinder    | 9:24,31  | 4 q      | —           | —           | —         | —         | 9:31,61          | 12               |
| Courtney Frerichs | 3 000 m hinder    | 9:19,34  | 1 Q      | —           | —           | —         | —         | 9:04,79          | 2                |
| Teahna Daniels English Gardner[a] Aleia Hobbs[a] Javianne Oliver Jenna Prandini Gabrielle Thomas                                 | 4 × 100 m stafett | 41,90    | 2 Q      | —           | —           | —         | —         | 41,45            | 2                |
| Kendall Ellis[a] Allyson Felix Lynna Irby[a] Wadeline Jonathas[a] Sydney McLaughlin Athing Mu Dalilah Muhammad Kaylin Whitney[a] | 4 × 400 m stafett | 3:20,86  | 1 Q      | —           | —           | —         | —         | 3:16,85          | 1                |
| Sally Kipyego | Maraton           | —        | —        | —           | —           | —         | —         | 2:32,53          | 17               |
| Molly Seidel | Maraton           | —        | —        | —           | —           | —         | —         | 2:27,46          | 3                |
| Aliphine Tuliamuk | Maraton           | —        | —        | —           | —           | —         | —         | DNF              | DNF              |
| Robyn Stevens | 20 km gång        | —        | —        | —           | —           | —         | —         | 1:37:42          | 33               |

a Idrottare som endast deltog i kvalheat och erhöll medalj.
| Idrottare | Gren              | Kvalheat | Kvalheat | Kvartsfinal | Kvartsfinal | Semifinal        | Semifinal        | Final            | Final            |
| Idrottare | Gren              | Tid      | Plac.    | Tid         | Plac.       | Tid              | Plac.            | Tid              | Plac.            |
| --- | ----------------- | -------- | -------- | ----------- | ----------- | ---------------- | ---------------- | ---------------- | ---------------- |
| Ronnie Baker                                                                                                  | 100 m             | Vidare   | Vidare   | 10,03       | 1 Q         | 9,83             | 2 Q              | 9,95             | 5                |
| Trayvon Bromell                                                                                               | 100 m             | Vidare   | Vidare   | 10,05       | 4 q         | 10,00            | 3                | Gick inte vidare | Gick inte vidare |
| Fred Kerley                                                                                                   | 100 m             | Vidare   | Vidare   | 9,97        | 2 Q         | 9,96             | 1 Q              | 9,84             | 2                |
| Kenny Bednarek                                                                                                | 200 m             | 20,01    | 1 Q      | —           | —           | 19,83            | 2 Q              | 19,68            | 2                |
| Erriyon Knighton                                                                                              | 200 m             | 20,55    | 1 Q      | —           | —           | 20,02            | 1 Q              | 19,93            | 4                |
| Noah Lyles | 200 m             | 20,18    | 1 Q      | —           | —           | 19,99            | 3 q              | 19,74            | 3                |
| Michael Cherry                                                                                                | 400 m             | 44,82    | 1 Q      | —           | —           | 44,44            | 1 Q              | 44,21            | 4                |
| Michael Norman                                                                                                | 400 m             | 45,35    | 2 Q      | —           | —           | 44,52            | 2 Q              | 44,31            | 5                |
| Randolph Ross                                                                                                 | 400 m             | 45,67    | 4        | —           | —           | Gick inte vidare | Gick inte vidare | Gick inte vidare | Gick inte vidare |
| Bryce Hoppel                                                                                                  | 800 m             | 1:45,64  | 3 Q      | —           | —           | 1:44,91          | 5                | Gick inte vidare | Gick inte vidare |
| Isaiah Jewett                                                                                                 | 800 m             | 1:45,07  | 5 q      | —           | —           | 2:38,12          | 7                | Gick inte vidare | Gick inte vidare |
| Clayton Murphy                                                                                                | 800 m             | 1:45,53  | 1 Q      | —           | —           | 1:44,18          | 2 Q              | 1:46,53          | 9                |
| Matthew Centrowitz Jr.                                                                                        | 1 500 m           | 3:51,12  | 2 Q      | —           | —           | 3:33,69          | 9                | Gick inte vidare | Gick inte vidare |
| Cole Hocker                                                                                                   | 1 500 m           | 3:36,16  | 4 Q      | —           | —           | 3:33,87          | 2 Q              | 3:31,40          | 6                |
| Yared Nuguse                                                                                                  | 1 500 m           | DNS      | DNS      | —           | —           | Gick inte vidare | Gick inte vidare | Gick inte vidare | Gick inte vidare |
| Paul Chelimo                                                                                                  | 5 000 m           | 13:30,15 | 2 Q      | —           | —           | —                | —                | 12:59,05         | 3                |
| Grant Fisher                                                                                                  | 5 000 m           | 13:31,80 | 8        | —           | —           | —                | —                | 13:08,40         | 9                |
| Woody Kincaid                                                                                                 | 5 000 m           | 13:39,04 | 3 Q      | —           | —           | —                | —                | 13:17,20         | 14               |
| Grant Fisher                                                                                                  | 10 000 m          | —        | —        | —           | —           | —                | —                | 27:46,39         | 5                |
| Woody Kincaid                                                                                                 | 10 000 m          | —        | —        | —           | —           | —                | —                | 28:11,01         | 15               |
| Joe Klecker                                                                                                   | 10 000 m          | —        | —        | —           | —           | —                | —                | 28:14,18         | 16               |
| Devon Allen                                                                                                   | 110 m häck        | 13,21    | 1 Q      | —           | —           | 13,18            | 1 Q              | 13,14            | 4                |
| Grant Holloway                                                                                                | 110 m häck        | 13,02    | 1 Q      | —           | —           | 13,13            | 1 Q              | 13,09            | 2                |
| Daniel Roberts                                                                                                | 110 m häck        | 13,41    | 2 Q      | —           | —           | 13,33            | 5                | Gick inte vidare | Gick inte vidare |
| Rai Benjamin                                                                                                  | 400 m häck        | 48,60    | 1 Q      | —           | —           | 47,37            | 2 Q              | 46,17 AR         | 2                |
| David Kendziera                                                                                               | 400 m häck        | 49,23    | 4 Q      | —           | —           | 48,67            | 3                | Gick inte vidare | Gick inte vidare |
| Kenny Selmon                                                                                                  | 400 m häck        | 48,61    | 2 Q      | —           | —           | 48,58            | 4                | Gick inte vidare | Gick inte vidare |
| Hillary Bor                                                                                                   | 3000 m hinder     | 8:19,80  | 6        | —           | —           | —                | —                | Gick inte vidare | Gick inte vidare |
| Mason Ferlic                                                                                                  | 3000 m hinder     | 8:20,23  | 8        | —           | —           | —                | —                | Gick inte vidare | Gick inte vidare |
| Benard Keter                                                                                                  | 3000 m hinder     | 8:17,31  | 6 q      | —           | —           | —                | —                | 8:22,12          | 11               |
| Ronnie Baker Trayvon Bromell Cravon Gillespie Fred Kerley                                                     | 4 × 100 m stafett | 38,10    | 6        | —           | —           | —                | —                | Gick inte vidare | Gick inte vidare |
| Rai Benjamin Michael Cherry Bryce Deadmon Michael Norman Vernon Norwood[a] Randolph Ross[a] Trevor Stewart[a] | 4 × 400 m stafett | 2:57,77  | 1 Q      | —           | —           | —                | —                | 2:55,70          | 1                |
| Abdihakem Abdirahman                                                                                          | Maraton           | —        | —        | —           | —           | —                | —                | 2:18:27          | 41               |
| Jacob Riley                                                                                                   | Maraton           | —        | —        | —           | —           | —                | —                | 2:16:26          | 29               |
| Galen Rupp | Maraton           | —        | —        | —           | —           | —                | —                | 2:11:41          | 8                |
| Nick Christie                                                                                                 | 20 km gång        | —        | —        | —           | —           | —                | —                | 1:34:37          | 50               |

a Idrottare som endast deltog i kvalheat och erhöll medalj.
| Idrottare | Gren              | Kvalheat | Kvalheat | Final   | Final |
| Idrottare | Gren              | Tid      | Plac.    | Tid     | Plac. |
| --- | ----------------- | -------- | -------- | ------- | ----- |
| Bryce Deadmon[a] Kendall Ellis Elija Godwin[a] Lynna Irby[a] Taylor Manson[a] Vernon Norwood Trevor Stewart Kaylin Whitney | 4 × 400 m stafett | 3:11,39  | 1 Q      | 3:10,22 | 3     |

a Idrottare som endast deltog i kvalheat och erhöll medalj.
Teknikgrenar
| Idrottare             | Gren           | Kval     | Kval      | Final            | Final            |
| Idrottare             | Gren           | Resultat | Placering | Resultat         | Placering        |
| --------------------- | -------------- | -------- | --------- | ---------------- | ---------------- |
| Quanesha Burks        | Längdhopp      | 6,56     | 13        | Gick inte vidare | Gick inte vidare |
| Tara Davis            | Längdhopp      | 6,85     | 4 Q       | 6,84             | 6                |
| Brittney Reese        | Längdhopp      | 6,86     | 3 Q       | 6,97             | 2                |
| Tori Franklin         | Tresteg        | 13,68    | 25        | Gick inte vidare | Gick inte vidare |
| Jasmine Moore         | Tresteg        | 13,76    | 23        | Gick inte vidare | Gick inte vidare |
| Keturah Orji          | Tresteg        | 14,26    | 11 q      | 14,59            | 7                |
| Tynita Butts-Thompson | Höjdhopp       | 1,82     | 31        | Gick inte vidare | Gick inte vidare |
| Vashti Cunningham     | Höjdhopp       | 1,95     | =9 Q      | 1,96             | =6               |
| Rachel McCoy          | Höjdhopp       | 1,86     | =25       | Gick inte vidare | Gick inte vidare |
| Morgann LeLeux        | Stavhopp       | 4,55     | =13 q     | NM               | —                |
| Sandi Morris          | Stavhopp       | 4,40     | =16       | Gick inte vidare | Gick inte vidare |
| Katie Nageotte        | Stavhopp       | 4.55     | =1 q      | 4.90             | 1                |
| Adelaide Aquilla      | Kulstötning    | 17.68    | 19        | Gick inte vidare | Gick inte vidare |
| Jessica Ramsey        | Kulstötning    | 18.75    | 9 q       | NM               | —                |
| Raven Saunders        | Kulstötning    | 19,22    | 3 Q       | 19,79            | 2                |
| Valarie Allman        | Diskuskastning | 66,42    | 1 Q       | 68,98            | 1                |
| Kelsey Card           | Diskuskastning | 56,04    | 28        | Gick inte vidare | Gick inte vidare |
| Rachel Dincoff        | Diskuskastning | 56,22    | 27        | Gick inte vidare | Gick inte vidare |
| Ariana Ince           | Spjutkastning  | 54,98    | 27        | Gick inte vidare | Gick inte vidare |
| Maggie Malone         | Spjutkastning  | 63,07    | 2 Q       | 59,82            | 10               |
| Kara Winger           | Spjutkastning  | 59,71    | 17        | Gick inte vidare | Gick inte vidare |
| Brooke Andersen       | Släggkastning  | 74,00    | 3 Q       | 72,16            | 10               |
| Gwen Berry            | Släggkastning  | 73,19    | 7 q       | 71,35            | 11               |
| DeAnna Price          | Släggkastning  | 72,55    | 9 q       | 73,09            | 8                |

| Idrottare         | Gren           | Kval     | Kval      | Final            | Final            |
| Idrottare         | Gren           | Resultat | Placering | Resultat         | Placering        |
| ----------------- | -------------- | -------- | --------- | ---------------- | ---------------- |
| Marquis Dendy     | Längdhopp      | 7,85     | 19        | Gick inte vidare | Gick inte vidare |
| JuVaughn Harrison | Längdhopp      | 8,13     | 5 q       | 8,15             | 5                |
| Steffin McCarter  | Längdhopp      | 7,92     | 15        | Gick inte vidare | Gick inte vidare |
| Chris Benard      | Tresteg        | 16,59    | 18        | Gick inte vidare | Gick inte vidare |
| Will Claye        | Tresteg        | 16,91    | 8 q       | 17,44            | 4                |
| Donald Scott      | Tresteg        | 17,01    | 6 q       | 17,18            | 7                |
| JuVaughn Harrison | Höjdhopp       | 2,28     | =4 q      | 2,33             | 7                |
| Shelby McEwen     | Höjdhopp       | 2,28     | 8 q       | 2,27             | 12               |
| Darryl Sullivan   | Höjdhopp       | 2,17     | =30       | Gick inte vidare | Gick inte vidare |
| KC Lightfoot      | Stavhopp       | 5,75     | =3 q      | 5,80             | =4               |
| Matt Ludwig       | Stavhopp       | 5,50     | =19       | Gick inte vidare | Gick inte vidare |
| Chris Nilsen      | Stavhopp       | 5,75     | =1 q      | 5,97             | 2                |
| Ryan Crouser      | Kulstötning    | 22,05    | 1 Q       | 23,30 OR         | 1                |
| Joe Kovacs        | Kulstötning    | 20,93    | 11 q      | 22,65            | 2                |
| Payton Otterdahl  | Kulstötning    | 20,90    | 12 q      | 20,32            | 10               |
| Mason Finley      | Diskuskastning | 60,34    | 23        | Gick inte vidare | Gick inte vidare |
| Reggie Jagers     | Diskuskastning | 61,47    | 19        | Gick inte vidare | Gick inte vidare |
| Sam Mattis        | Diskuskastning | 63,74    | 8 q       | 63,88            | 8                |
| Michael Shuey     | Spjutkastning  | NM       | —         | Gick inte vidare | Gick inte vidare |
| Curtis Thompson   | Spjutkastning  | 78,20    | 21        | Gick inte vidare | Gick inte vidare |
| Daniel Haugh      | Släggkastning  | 75,73    | 12 q      | 76,22            | 11               |
| Rudy Winkler      | Släggkastning  | 78,81    | 2 Q       | 77,08            | 7                |
| Alex Young        | Släggkastning  | 75,09    | 16        | Gick inte vidare | Gick inte vidare |

Mångkamp
| Idrottare        | Gren     | 100 m H | HH   | KS    | 200 m | LH   | SK    | 800 m   | Totalt | Plac. |
| ---------------- | -------- | ------- | ---- | ----- | ----- | ---- | ----- | ------- | ------ | ----- |
| Erica Bougard    | Resultat | 13,14   | 1,86 | 12,69 | 24,08 | 6,06 | 46,60 | 2:15,92 | 6379   | 9     |
| Erica Bougard    | Poäng    | 1103    | 1054 | 707   | 973   | 868  | 794   | 880     | 6379   | 9     |
| Annie Kunz       | Resultat | 13,49   | 1,80 | 15,15 | 24,12 | 6,32 | 42,77 | 2:15,93 | 6420   | 6     |
| Annie Kunz       | Poäng    | 1052    | 978  | 871   | 969   | 949  | 721   | 880     | 6420   | 6     |
| Kendell Williams | Resultat | 12,97   | 1,80 | 12,41 | 24,00 | 6,57 | 48,78 | 2:16,91 | 6508   | 5     |
| Kendell Williams | Poäng    | 1129    | 978  | 688   | 981   | 1030 | 836   | 866     | 6508   | 5     |

| Idrottare         | Gren     | 100 m | LH   | KS    | HJ   | 400 m | 110 m H | DK    | SH   | SK    | 1500 m  | Totalt | Plac. |
| ----------------- | -------- | ----- | ---- | ----- | ---- | ----- | ------- | ----- | ---- | ----- | ------- | ------ | ----- |
| Steve Bastien     | Resultat | 10,69 | 7,39 | 14.40 | 2.05 | 47,64 | 14,42   | 40,77 | 4,60 | 58,21 | 4:26,95 | 8236   | 10    |
| Steve Bastien     | Poäng    | 931   | 908  | 753   | 850  | 927   | 921     | 680   | 790  | 711   | 765     | 8236   | 10    |
| Garrett Scantling | Resultat | 10,67 | 7,30 | 15,59 | 1,99 | 48,25 | 14,03   | 45,46 | 5,10 | 69,10 | 4:35,54 | 8611   | 4     |
| Garrett Scantling | Poäng    | 935   | 886  | 826   | 794  | 897   | 971     | 776   | 941  | 876   | 709     | 8611   | 4     |
| Zach Ziemek       | Resultat | 10,55 | 7,20 | 14,99 | 2,05 | 49,06 | 14,51   | 44,87 | 5,30 | 60,44 | 4:38,38 | 8435   | 6     |
| Zach Ziemek       | Poäng    | 963   | 862  | 789   | 850  | 858   | 910     | 764   | 1004 | 744   | 691     | 8435   | 6     |

## Simning
USA skickade 53 idrottare till simning vid olympiska sommarspelen 2020. De vann flest medaljer och kom på första plats i simning genom att vinna 11 guld.
| Nation | Placering | Guld | Silver | Brons | Totalt |
| USA    | 1         | 11   | 10     | 9     | 30     |

Simmarna gick vidare till nästa runda (Q) endast via total placering på tid i den rundan. Därför är placeringarna som visas nedan totala placeringar i den rundan och inte placering i heatet.
Anmärkningar

- Plac. = Placering i den rundan.
- — = Den rundan fanns inte i den grenen.
- Q = Kvalificerade sig till nästa runda via total placering på tid.
- VR = Världsrekord.
- OR = Olympiskt rekord.
- NR = Nationellt rekord.
- DNS = Idrottaren sartade inte i tävlingen.
- DSQ = Diskvalificerades.
- [a] = Deltog endast i försöksheat och erhöll medalj.

| Idrottare | Gren             | Heat        | Heat  | Semifinal | Semifinal | Final            | Final            |
| Idrottare | Gren             | Tid         | Plac. | Tid       | Plac.     | Tid              | Plac.            |
| --- | ---------------- | ----------- | ----- | --------- | --------- | ---------------- | ---------------- |
| Simone Manuel | 50 m frisim      | 24,65       | =11 Q | 24,63     | =11       | Gick inte vidare | Gick inte vidare |
| Abbey Weitzeil                                                                                                   | 50 m frisim      | 24,37       | 7 Q   | 24,19     | 4 Q       | 24,41            | 8                |
| Erika Brown | 100 m frisim     | 53,87       | =18 Q | 53,58     | 13        | Gick inte vidare | Gick inte vidare |
| Abbey Weitzeil                                                                                                   | 100 m frisim     | 53,21       | 11 Q  | 52,99     | 7 Q       | 53,23            | 8                |
| Katie Ledecky | 200 m frisim     | 1:55,28     | 1 Q   | 1:55,34   | 3 Q       | 1:55,21          | 5                |
| Allison Schmitt                                                                                                  | 200 m frisim     | 1:57,10     | 12 Q  | 1:56,87   | 10        | Gick inte vidare | Gick inte vidare |
| Katie Ledecky | 400 m frisim     | 4:00,45     | 1 Q   | —         | —         | 3:57,36          | 2                |
| Paige Madden | 400 m frisim     | 4:03,98     | 7 Q   | —         | —         | 4:06,81          | 7                |
| Katie Grimes | 800 m frisim     | 8:17,05     | 2 Q   | —         | —         | 8:19,38          | 4                |
| Katie Ledecky | 800 m frisim     | 8:15,67     | 1 Q   | —         | —         | 8:12,57          | 1                |
| Katie Ledecky | 1 500 m frisim   | 15:35,35 OR | 1 Q   | —         | —         | 15:37,34         | 1                |
| Erica Sullivan                                                                                                   | 1 500 m frisim   | 15:46,67    | 3 Q   | —         | —         | 15:41,41         | 2                |
| Regan Smith | 100 m ryggsim    | 57,96       | 2 Q   | 57,86 OR  | 1 Q       | 58,05            | 3                |
| Rhyan White | 100 m ryggsim    | 59,02       | 6 Q   | 58,46     | 4 Q       | 58,43            | 4                |
| Phoebe Bacon | 200 m ryggsim    | 2:08,30     | 4 Q   | 2:07,10   | 2 Q       | 2:06,40          | 5                |
| Rhyan White | 200 m ryggsim    | 2:08,23     | =2 Q  | 2:07,28   | 3 Q       | 2:06,39          | 4                |
| Lydia Jacoby | 100 m bröstsim   | 1:05,52     | 2 Q   | 1:05,72   | 3 Q       | 1:04,95          | 1                |
| Lilly King | 100 m bröstsim   | 1:05,55     | 3 Q   | 1:05,40   | 2 Q       | 1:05,54          | 3                |
| Lilly King | 200 m bröstsim   | 2:22,10     | 2 Q   | 2:22,27   | 5 Q       | 2:19,92          | 2                |
| Annie Lazor | 200 m bröstsim   | 2:22,76     | 5 Q   | 2:21,94   | 3 Q       | 2:20,84          | 3                |
| Claire Curzan | 100 m fjärilsim  | 56,43       | 10 Q  | 57,42     | 10        | Gick inte vidare | Gick inte vidare |
| Torri Huske | 100 m fjärilsim  | 56,29       | 4 Q   | 56,51     | 5 Q       | 55,73            | 4                |
| Hali Flickinger                                                                                                  | 200 m fjärilsim  | 2:08,31     | 2 Q   | 2:06,23   | 2 Q       | 2:05,65          | 3                |
| Regan Smith | 200 m fjärilsim  | 2:08,46     | 4 Q   | 2:06,44   | 4 Q       | 2:05,30          | 2                |
| Kate Douglass | 200 m medley     | 2:09,16     | 1 Q   | 2:09,21   | 1 Q       | 2:09,04          | 3                |
| Alexandra Walsh                                                                                                  | 200 m medley     | 2:09,94     | =3 Q  | 2:09,57   | 3 Q       | 2:08,65          | 2                |
| Hali Flickinger                                                                                                  | 400 m medley     | 4:35,98     | 5 Q   | —         | —         | 4:34,90          | 3                |
| Emma Weyant | 400 m medley     | 4:33,55     | 1 Q   | —         | —         | 4:32,78          | 2                |
| Erika Brown Catie DeLoof[a] Natalie Hinds Simone Manuel Allison Schmitt[a] Olivia Smoliga[a] Abbey Weitzeil      | 4 × 100 m frisim | 3:34,80     | 5 Q   | —         | —         | 3:32,81          | 3                |
| Brooke Forde[a] Katie Ledecky Paige Madden Katie McLaughlin Allison Schmitt Bella Sims[a]                        | 4 × 200 m frisim | 7:47,57     | 2 Q   | —         | —         | 7:40,73 NR       | 2                |
| Erika Brown[a] Claire Curzan[a] Torri Huske Lydia Jacoby Lilly King[a] Regan Smith Abbey Weitzeil Rhyan White[a] | 4 × 100 m medley | 3:55,18     | 2 Q   | —         | —         | 3:51,73          | 2                |
| Haley Anderson                                                                                                   | 10 km maraton    | —           | —     | —         | —         | 1:59:36,9        | 6                |
| Ashley Twichell                                                                                                  | 10 km maraton    | —           | —     | —         | —         | 1:59:37,9        | 7                |
| Referens: |                  |             |       |           |           |                  |                  |

| Idrottare | Gren             | Heat     | Heat  | Semifinal        | Semifinal        | Final            | Final            |
| Idrottare | Gren             | Tid      | Plac. | Tid              | Plac.            | Tid              | Plac.            |
| --- | ---------------- | -------- | ----- | ---------------- | ---------------- | ---------------- | ---------------- |
| Michael Andrew | 50 m frisim      | 21,89    | 11 Q  | 21,67            | =5 Q             | 21,60            | 4                |
| Caeleb Dressel | 50 m frisim      | 21,32    | 1 Q   | 21,42            | 1 Q              | 21,07 OR         | 1                |
| Zach Apple | 100 m frisim     | 48,16    | 11 Q  | 48,04            | 11               | Gick inte vidare | Gick inte vidare |
| Caeleb Dressel | 100 m frisim     | 47,73    | 2 Q   | 47,23            | 2 Q              | 47,02 OR         | 1                |
| Townley Haas | 200 m frisim     | 1:45,86  | 10 Q  | 1:46,07          | 12               | Gick inte vidare | Gick inte vidare |
| Kieran Smith | 200 m frisim     | 1:46,20  | 13 Q  | 1:45,07          | 2 Q              | 1:45,12          | 6                |
| Jake Mitchell | 400 m frisim     | 3:45,38  | 7 Q   | —                | —                | 3:45,39          | 8                |
| Kieran Smith | 400 m frisim     | 3:45,25  | 6 Q   | —                | —                | 3:43,94          | 3                |
| Michael Brinegar | 800 m frisim     | 7:53,00  | 17    | —                | —                | Gick inte vidare | Gick inte vidare |
| Bobby Finke | 800 m frisim     | 7:42,72  | 3 Q   | —                | —                | 7:41,87          | 1                |
| Michael Brinegar | 1 500 m frisim   | 15:04,67 | 17    | —                | —                | Gick inte vidare | Gick inte vidare |
| Bobby Finke | 1 500 m frisim   | 14:47,20 | 2 Q   | —                | —                | 14:39,65         | 1                |
| Hunter Armstrong | 100 m ryggsim    | 53,77    | =15 Q | 53,21            | =9               | Gick inte vidare | Gick inte vidare |
| Ryan Murphy | 100 m ryggsim    | 53,22    | =7 Q  | 52,24            | 1 Q              | 52,19            | 3                |
| Bryce Mefford | 200 m ryggsim    | 1:56,37  | 3 Q   | 1:56,37          | 6 Q              | 1:55,49          | 4                |
| Ryan Murphy | 200 m ryggsim    | 1:56,92  | 7 Q   | 1:55,38          | 3 Q              | 1:54,15          | 2                |
| Michael Andrew | 100 m ryggsim    | 58,62    | 3 Q   | 58,99            | 5 Q              | 58,84            | 4                |
| Andrew Wilson | 100 m ryggsim    | 59,03    | 7 Q   | 59,18            | 8 Q              | 58,99            | 6                |
| Nic Fink | 200 m ryggsim    | 2:08,08  | 4 Q   | 2:08,00          | 4 Q              | 2:07,93          | 5                |
| Andrew Wilson | 200 m ryggsim    | 2:09,97  | 17    | Gick inte vidare | Gick inte vidare | Gick inte vidare | Gick inte vidare |
| Caeleb Dressel | 100 m fjärilsim  | 50,39    | 1 Q   | 49,71 R          | 1 Q              | 49,45 VR         | 1                |
| Tom Shields | 100 m fjärilsim  | 51,57    | =12 Q | 51,99            | 15               | Gick inte vidare | Gick inte vidare |
| Gunnar Bentz | 200 m fjärilsim  | 1:55,46  | 11 Q  | 1:55,28          | 6 Q              | 1:55,46          | 7                |
| Zach Harting | 200 m fjärilsim  | 1:54,92  | 4 Q   | 1:55,35          | 9                | Gick inte vidare | Gick inte vidare |
| Michael Andrew | 200 m medley     | 1:56,40  | 1 Q   | 1:57,08          | 4 Q              | 1:57,31          | 5                |
| Chase Kalisz | 200 m medley     | 1:57,38  | 4 Q   | 1:58,03          | 12               | Gick inte vidare | Gick inte vidare |
| Chase Kalisz | 400 m medley     | 4:09,65  | 3 Q   | —                | —                | 4:09,42          | 1                |
| Jay Litherland | 400 m medley     | 4:09,91  | 5 Q   | —                | —                | 4:10,28          | 2                |
| Zach Apple Bowe Becker Brooks Curry[a] Caeleb Dressel Blake Pieroni                                                       | 4 × 100 m frisim | 3:11,33  | 2 Q   | —                | —                | 3:08,97          | 1                |
| Zach Apple Patrick Callan[a] Townley Haas Drew Kibler Blake Pieroni[a] Andrew Seliskar[a] Kieran Smith                    | 4 × 200 m frisim | 7:05,62  | 5 Q   | —                | —                | 7:02,43          | 4                |
| Michael Andrew Zach Apple Hunter Armstrong[a] Caeleb Dressel Ryan Murphy Blake Pieroni[a] Tom Shields[a] Andrew Wilson[a] | 4 × 100 m medley | 3:32,29  | 7 Q   | —                | —                | 3:26,78 VR       | 1                |
| Jordan Wilimovsky | 10 km maraton    | —        | —     | —                | —                | 1:51:40,2        | 10               |
| Referens: |                  |          |       |                  |                  |                  |                  |

| Caeleb Dressel Torri Huske Lydia Jacoby Ryan Murphy Tom Shields[a] Regan Smith[a] Abbey Weitzeil[a] Andrew Wilson[a] | 4 × 100 m mixed medley | 3:41,02 | 2 Q | 3:40,58 | 5 |
| Referens: |                        |         |     |         |   |

a Deltog endast i försöksheaten och erhöll medalj.

## Volleyboll
USA deltog i volleyboll vid olympiska sommarspelen 2020 och lyckades vinna två guld. 
Beachvolleyboll
Fyra amerikanska beachvolleybollslag kvalificerade sig till olympiska sommarspelen 2020 genom sin världsrankning. Laget bestående av Alix Klineman och April Ross vann damernas turnering.
| Idrottare                   | Gren      | Första runda                                        | Första runda                                  | Första runda                                         | Första runda | Återkval             | 16:delsfinal                                      | Kvartsfinal                            | Semifinal                                     | Final / BM                              | Final / BM       |
| Idrottare                   | Gren      | Motståndare Resultat                                | Motståndare Resultat                          | Motståndare Resultat                                 | Plac.        | Motståndare Resultat | Motståndare Resultat                              | Motståndare Resultat                   | Motståndare Resultat                          | Motståndare Resultat                    | Plac.            |
| --------------------------- | --------- | --------------------------------------------------- | --------------------------------------------- | ---------------------------------------------------- | ------------ | -------------------- | ------------------------------------------------- | -------------------------------------- | --------------------------------------------- | --------------------------------------- | ---------------- |
| Kelly Claes Sarah Sponcil   | Damernas  | Graudiņa / Kravčenoka (LAT) V (21–13, 16–21, 15–11) | Khadambi / Makokha (KEN) V (21–8, 21–6)       | Ana Patrícia / Rebecca (BRA) V (17–21, 21–19, 15–11) | 1 Q          | Vidare               | Bansley / Wilkerson (CAN) F (24–22, 18–21, 13–15) | Gick inte vidare                       | Gick inte vidare                              | Gick inte vidare                        | Gick inte vidare |
| Alix Klineman April Ross    | Damernas  | Wang Xx / Xue C (CHN) V (21–17, 21–19)              | Baquerizo / Fernández (ESP) V (21–13, 21–16)  | Keizer / Meppelink (NED) V (20–22, 21–17, 15–5)      | 1 Q          | Vidare               | Echevarría / Martínez (CUB) V (21–17, 21–15)      | Kozuch / Ludwig (GER) V (21–19, 21–19) | Heidrich / Vergé-Dépré (SUI) V (21–12, 21–11) | Artacho / Clancy (AUS) V (21–15, 21–16) | 1                |
| Tri Bourne Jake Gibb        | Herrarnas | Carambula / Rossi (ITA) V (21–18, 21–19)            | Gerson / Heidrich (SUI) V (21–19, 23–21)      | Ahmed / Cherif (QAT) F (18–21, 17–21)                | 2 Q          | Vidare               | Thole - Wickler (GER) F (21–17, 15–21, 11–15)     | Gick inte vidare                       | Gick inte vidare                              | Gick inte vidare                        | Gick inte vidare |
| Phil Dalhausser Nick Lucena | Herrarnas | Brouwer / Meeuwsen (NED) F (17–21, 18–21)           | Alison / Álvaro (BRA) V (24–22, 19–21, 15–13) | Azaad / Capogrosso (ARG) V (21–19, 18–21, 15–6)      | 3 Q          | Vidare               | Ahmed / Cherif (QAT) F (21–14, 19–21, 11–15)      | Gick inte vidare                       | Gick inte vidare                              | Gick inte vidare                        | Gick inte vidare |

Volleyboll
De amerikanska dam- och herrlandslagen i volleyboll (inomhus) kunde kvalificera sig till de olympiska sommarspelen 2020 genom sin världsrankning. USA vann damernas turnering.
| Team               | Gren               | Gruppspel            | Gruppspel            | Gruppspel            | Gruppspel            | Gruppspel            | Gruppspel | Kvartsfinal                   | Semifinal            | Final / BM           | Final / BM |
| Team               | Gren               | Motståndare Resultat | Motståndare Resultat | Motståndare Resultat | Motståndare Resultat | Motståndare Resultat | Plac.     | Motståndare Resultat          | Motståndare Resultat | Motståndare Resultat | Plac.      |
| ------------------ | ------------------ | -------------------- | -------------------- | -------------------- | -------------------- | -------------------- | --------- | ----------------------------- | -------------------- | -------------------- | ---------- |
| USA:s damlandslag  | Damernas turnering | Argentina V 3–0      | Kina V 3–0           | Turkiet V 3–2        | ROC F 0–3            | Italien V 3–2        | 1 Q       | Dominikanska republiken V 3–0 | Serbien V 3–0        | Brasilien V 3–0      | 1          |
| USA:s herrlandslag | Damernas turnering | Frankrike V 3–0      | ROC F 1–3            | Tunisien V 3–1       | Brasilien F 1–3      | Argentina F 0–3      | 5         | Gick inte vidare              | Gick inte vidare     | Gick inte vidare     | =9         |